# سكوت غاريت (طبال)
سكوت غاريت (بالإنجليزية: Scott Garrett)‏ هو طبال أمريكي، ولد في 16 مارس 1966 في واشنطن العاصمة في الولايات المتحدة.

## وصلات خارجية
- الموقع الرسمي
- سكوت غاريت على موقع IMDb (الإنجليزية)
- سكوت غاريت على موقع ميوزك برينز (الإنجليزية)
- سكوت غاريت على موقع ديسكوغز (الإنجليزية)